# Jadranka Stojaković
Jadranka Stojaković (em sérvio:  Јадранка Стојаковић, 24 de julho de 1950 – 3 de maio de 2016) foi uma cantora e compositora bósnia. É conhecida por suas canções de folk rock e pop, como “Što te nema”, “Bistre vode Bosne” e “Sve smo mogli mi”. Ela também compôs músicas para filmes e teatro. Stojaković participou do Festival Eurovisão da Canção 1981 representando a Iugoslávia com a canção "Što te nema", que ficou em quarto lugar com 35 pontos. Ela viveu e trabalhou em vários países, como Japão, Alemanha e Sérvia. Morreu de esclerose lateral amiotrófica em 2016.

## Discografia

### Álbuns
1. Svitanje, LP 8018, Diskoton Sarajevo, 1981.
2. Da odmoriš malo dušu, LP 8052, Diskoton, Sarajevo, 1982.
3. Sve te više volim (Eu te amo cada vez mais), LP 3149, Sarajevo Disk, Sarajevo, 1985.
4. Vjerujem (Eu acredito) LP 2122677, PGP RTB Belgrade, 1987.
5. Sarajevo balada CD SC4106, Omagatoki Records, 1994.
6. Baby Universe, Omagatoki Records, 1996.[2]
7. 音色 = Otoiro - Adriatic Muse On The Cruise, Omagatoki Records, 2007.
8. Daleko (Distante), Croatia Records, 2011.